# Sainte-Anne (Marseille)
Pour les articles homonymes, voir Sainte-Anne.
Sainte-Anne est un quartier du 8e arrondissement de Marseille.

## Géographie
Sainte Anne est un quartier résidentiel, situé entre Saint Giniez et Mazargues. Le quartier est bordé par le boulevard Michelet à l'est et l'avenue Clot-Bey à l'ouest.
Composé essentiellement de maisons individuelles, la Cité Radieuse du Corbusier est édifiée au centre du quartier.

## Commerces, équipements
Le quartier dispose de plusieurs commerces, regroupés au pied du Corbusier, le long de l'avenue de Mazargues (Intermarché, Aldi, O' Brady's ...).
Le S.M.U.C a également son siège dans le quartier, au stade Jean-Bouin, le long de l'avenue Clot-Bey.
Enfin, le commissariat central du 8e arrondissement est désormais installé à Sainte-Anne, boulevard Baptiste Bonnet.